# Il Resto del Carlino
il Resto del Carlino è un quotidiano italiano, tra i più antichi tuttora in vita. Fondato nel 1885, è il giornale simbolo di Bologna e il primo quotidiano per diffusione in Emilia-Romagna e Marche, nonché il settimo quotidiano più diffuso in Italia. Tra il 1945 e il 1953 la testata ebbe il nome Giornale dell'Emilia.
Insieme alla Nazione di Firenze, Il Giorno di Milano e Il Telegrafo di Livorno, fa parte della rete che porta il nome di QN Quotidiano Nazionale ed è pubblicato dalla Editoriale Nazionale s.r.l. (gruppo Monrif).

## Origine del nome
Nel 1885 a Firenze circolava un giornale di nome Il Resto al Sigaro, venduto nelle tabaccherie al prezzo di 2 centesimi. Costando un sigaro 8 centesimi, era facile per gli esercenti abbinare la vendita dei due prodotti e rendersi così promotori del giornale. Un gruppo di amici bolognesi che frequentava abitualmente il capoluogo toscano trovò l'idea interessante e, nel giro di due mesi, decise di importarla nella città felsinea. I loro nomi erano Cesare Chiusoli, Giulio Padovani e Alberto Carboni, tutti e tre con alle spalle studi di giurisprudenza e un'attività consolidata di giornalismo in altri quotidiani cittadini (Stella d'Italia, La Patria).
Il loro giornale uscì con le stesse dimensioni e prezzo del foglio fiorentino. Costava due centesimi (invece dei 5 della stampa "seria" e di quella sportiva) e aveva un formato di 19 × 29 cm, più piccolo dell'attuale A4. Secondo i canoni dell'epoca la pagina in formato lenzuolo era tipica della stampa d'informazione; invece i fogli cittadini popolari circolavano in formato ridotto. I fondatori scelsero questo secondo formato poiché il nuovo giornale non nasceva per fare concorrenza alla stampa "seria", ma per fornire a chi non aveva il tempo di leggere i grandi giornali un resoconto veloce dei fatti del giorno.
Si decise che il nome dovesse richiamarsi all'originale fiorentino, senza tuttavia esserne una copia, e mantenerne lo stesso tono originale, scanzonato e bizzarro. Nella Bologna ottocentesca la moda giornalistica imponeva nomi come "La Striglia", "La Frusta", "Lo scappellotto". I fondatori scelsero "il Resto… del Carlino". Il carlino era stata una moneta dello stato Pontificio coniata dal XIII secolo al 1796, quindi alla fine dell'Ottocento non era più in circolazione da tempo. Con l'unità d'Italia e la nuova monetazione imperniata sulla lira, la moneta da 10 centesimi di lire continuava comunque, nell'uso popolare, ad essere chiamata "carlino". I puntini di sospensione al centro del nome erano ironici: la testata si rifaceva, infatti, a un diffuso modo di dire locale: "dare il resto del carlino" significava "dare ad ognuno il suo avere", "regolare i conti" e, per estensione, "pungolare i potenti e fustigare i prepotenti".

## Storia

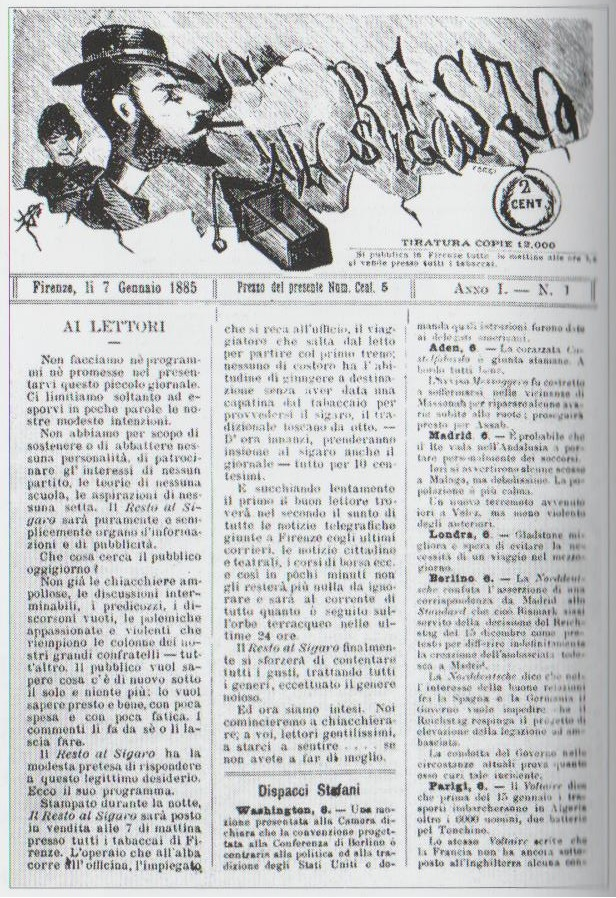
«Il Resto al Sigaro», giornale apparso a Firenze il 7 gennaio 1885. Fu d'ispirazione ai fondatori del «Resto del Carlino».

### I primi anni di vita
Il primo numero de Il Resto... del Carlino uscì il 21 marzo 1885. L'editoriale, di Giulio Padovani, s'intitolava semplicemente «?». Padovani esordì con queste parole:
[un giornale] dove l'uomo d'affari, l'operaio, l'artista, la donna, tutti, troveranno in un batter d'occhio... le notizie sugli avvenimenti più importanti.»
Sulla testata del nuovo quotidiano compare una giovane donna che indossa una camicia bianca e con un sigaro fumante in bocca - riferimento al tabaccaio da cui "si va a comprare il primo sigaro della giornata". La pagina è divisa in tre colonne. La forma di esposizione delle notizie è agile e si presta alla lettura "in un batter d'occhio".
Il giornale ha sede nel pianterreno di palazzo Pallotti, in via Garibaldi 3: un locale con tre camere. Vicino alla redazione è la tipografia Azzoguidi, gli stampatori del Carlino. Alberto Carboni firma il quotidiano come redattore responsabile. La prima tiratura è di 8 000 copie; il giornale è venduto sia nelle tabaccherie, dove viene distribuito come resto al sigaro, sia nelle altre botteghe, oltre che nelle ancora rarissime edicole. In maggio la signorina toglie la camicetta bianca e mette un abito nero.
Dopo sei mesi le copie tirate diventano 14 000 (Bologna all'epoca ha 130.000 abitanti con un tasso di analfabetismo del 35%), ma anche i costi di produzione crescono e la proprietà non può fare altro che ritoccare il prezzo. L'aumento è minimo: un solo centesimo, che viene compensato con l'aumento del formato. La decisione però ha un effetto controproducente: i lettori sono spiazzati dalle nuove dimensioni mentre ai tabaccai il giornale non fa più comodo perché "non serve più come resto". Le vendite precipitano, si arriva allo stato di crisi.
La svolta arriva con l'ingresso di Amilcare Zamorani come socio e come gerente responsabile. Avvocato di origini ferraresi trapiantato a Bologna, Zamorani, a partire dal 1886, trasforma il «Resto del Carlino» (i tre puntini sono già scomparsi in dicembre) in un vero quotidiano d'informazione. Il giornale assume il tono dei maggiori giornali nazionali e si colloca in un'area politica di riferimento, quella dell'«Associazione democratica» di radicali, repubblicani e socialisti legalitari. Il formato aumenta a 37x52 cm (per merito delle nuove macchine acquistate dalla tipografia Azzoguidi), le colonne pure (da tre a cinque), così come il prezzo: 5 centesimi.
Il 1º gennaio 1888 il Carlino assorbe il concittadino La Patria. Inoltre il giornale si dota di una propria tipografia. Per sfruttare al meglio la capacità produttiva, alla fine del 1889 nasce Italia Ride, settimanale satirico-umoristico a colori. Il periodico vive solo una stagione; tra i collaboratori figurano artisti come Alfredo Testoni, Enrico Panzacchi e Alfredo Baruffi.
Entro il 1890 il Carlino è diventato il primo quotidiano bolognese, forte delle 20 000 copie vendute. Nel 1895 viene acquistata la prima macchina rotativa; il giornale si trasferisce nella nuova sede di piazza Calderini.
Compaiono fin da allora le inserzioni pubblicitarie di marchi in gran parte rimasti tuttora gli inserzionisti privilegiati del quotidiano: Fiat, Liebig, Olio Sasso, Acqua Fiuggi, Campari e l'Idrolitina del cavalier Gazzoni.

### Il primo Novecento
Negli ultimi anni dell'era Zamorani (1903-1905), il Carlino mantiene una linea di appoggio al governo Giolitti. Zamorani lascia nel 1905, affetto da una grave malattia, dopo avere indicato come successore Pio Schinetti.
Il quotidiano aumenta la tiratura durante tutta l'epoca giolittiana. Nel 1909, due anni dopo la morte di Zamorani, il giornale si sposta dall'area democratica-popolare a quella conservatrice-agraria. Entra in redazione Filippo Naldi (già inviato per Il Secolo e La Tribuna), che avrà una lunga carriera nel giornale bolognese.
Nel 1911 il Carlino, in occasione del 50º anniversario dell'Unità d'Italia, lancia un'iniziativa promozionale: il "Raid aviatorio Bologna-Venezia-Rimini-Bologna". È la prima manifestazione del genere in Italia. Il circuito aereo, di circa 640 km, deve essere percorso senza scalo. Al vincitore sarebbe andato un premio di 15 000 lire.
Partecipano dieci aviatori: sei italiani e quattro francesi. La gara si disputa il 19 settembre. Vince il transalpino Andrè Frey in 1h 46'53". Durante la gara si registra un fatto di portata storica: un aviatore, fuori concorso, copre la prima tappa Bologna-Venezia trasportando a bordo un sacco di corrispondenza. Effettua così il primo servizio di posta aerea in Italia, appena dieci giorni dopo il primo esperimento mondiale, avvenuto in Inghilterra il 9 settembre.
Nei primi anni dieci la Terza pagina del quotidiano si arricchisce della collaborazione di alcuni tra i massimi intellettuali italiani: Benedetto Croce, che collaborerà al giornale per un totale di 57 interventi tra il 1910 e il 1951, Giovanni Gentile, Giuseppe Prezzolini, Giovanni Papini, Giovanni Amendola, Aldo Valori, Ernesto Bonaiuti e Alfredo Oriani. Le 38 000 copie giornaliere vendute, però, non bastano a coprire i costi: il giornale si trova in una situazione deficitaria. Ne approfitta Filippo Naldi, che trova un nuovo contratto di pubblicità finanziato da industriali genovesi e rileva la proprietà del quotidiano. Naldi è spesso fuori dalla redazione, preso dalla cura dei suoi affari. La macchina del giornale è guidata da Mario Missiroli, vero e proprio direttore de facto del quotidiano. La redazione è composta da valenti giornalisti: Giovanni Borelli, Nello Quilici, Aldo Valori, Tomaso Monicelli, Eugenio Giovannetti, Marco Viana e Achille Malavasi, cui si aggiungeranno Mario Vinciguerra, Dino Grandi e Widar Cesarini Sforza.

La redazione romana del Carlino nel 1921.

Nel 1914-1915, dei tre principali quotidiani di Bologna (il Carlino, liberale, il Giornale del mattino, democratico e il cattolico L'Avvenire d'Italia), i primi due si schierano tra gli interventisti, mentre il terzo è più prudente. La Grande guerra fa salire la tiratura del Carlino fino a 150 000 copie (Gino Piva è il più valente corrispondente di guerra), grazie anche al servizio speciale per i soldati al fronte ideato dal direttore-proprietario. Il giornale viene recapitato ogni mattina ai militari dislocati lungo le trincee tramite una catena di trasporti che comprende automobili, motociclette e persino biciclette.
Forte del successo di vendite, il quotidiano raddoppia: nel settembre 1919 viene varata l'edizione pomeridiana: il Resto del Carlino sera. A partire dal 1923 il Carlino entra nell'orbita del regime fascista, che ha conquistato il potere l'anno prima. Tra il 1923 e il 9 settembre 1943, alla guida del quotidiano si succedono ben nove direttori, la cui nomina è controllata dal regime; quasi nessuno di loro è giornalista di professione. Nel 1936 viene inaugurata la nuova sede del giornale in via Dogali (ora via Gramsci), realizzata a spese del Partito Nazionale Fascista.
Il 19 aprile 1945 esce l'ultimo numero della testata sotto il controllo della Repubblica Sociale Italiana. Il giorno dopo la sede e la tipografia del giornale vengono occupate dagli Alleati. Lo storico nome Resto del Carlino viene cancellato per decisione del Comando alleato. Il nuovo gestore, il Psychological Warfare Branch (PWB), la sezione informativa delle forze alleate, fonda la nuova testata Corriere dell'Emilia. Dopo pochi mesi il PWB ritiene che il Corriere possa camminare sulle proprie gambe. Prima di riconsegnare il quotidiano alla redazione, che si costituisce in cooperativa, effettua la nomina del direttore. La scelta cade su Gino Tibalducci (iscritto al PLI, quindi accreditato come moderato).
Il nuovo quotidiano esce il 17 luglio 1945 con la testata Giornale dell'Emilia.
Al fianco delle vecchie firme del Resto del Carlino sopravvissute all'epurazione, tra cui Enzo Biagi (assunto in pianta stabile sin dal 1940), entrano nella redazione forze giovani come Luciano Bergonzini e Federico Zardi. Causa ristrettezze economiche, il quotidiano esce con un solo foglio (formato lenzuolo), di cui la prima facciata è dedicata alle notizie di interesse nazionale, mentre il retro è riservato alle notizie di Bologna.

### Il secondo Novecento
Il nuovo quotidiano è gradito dal pubblico, come dimostrano le 120-130 000 copie giornaliere vendute. Tra il 1946 e il 1947 il direttore è Tullio Giordana, demolaburista cremasco. Nel numero del 26 maggio 1946 Giordana scrive un articolo, dal titolo «Castelfranco-Manzolino-Piumazzo. Un triangolo tracciato col sangue», in cui compare per la prima volta la locuzione «triangolo della morte».

Nel 1953 il direttore Vittorio Zincone lancia un referendum tra i lettori sul ripristino del nome storico: vincono i sì. Il 4 novembre la testata torna ad essere Il Resto del Carlino. Il 23 dicembre anche l'edizione pomeridiana torna al nome originale Carlino Sera.
Nel 1955 viene chiamato a dirigere il Carlino il giornalista e storico fiorentino Giovanni Spadolini.
Nel momento stesso di assumere la direzione del Resto del Carlino, non posso pensare, senza un fondo di commozione, a quello che Bologna ha rappresentato nella storia del Risorgimento e dell'Italia moderna. A chi contempli oggi, nella prospettiva del tempo le vicende della città illustre - di cui il Carlino è compendio e simbolo - sembra quasi che Bologna abbia incarnato in sé tutte le tendenze fondamentali dell'anima italiana, tutte le correnti vive della politica democratica che costituiscono, oggi più che mai, l'unica salvaguardia contro le alternative totalitarie, contro le suggestioni della forza e della violenza. Bologna ha simboleggiato con Marco Minghetti i valori più alti del liberalismo della vecchia Destra; ha conservato e alimentato la tradizione repubblicana di Mazzini; ha promosso le prime forme del socialismo generoso e cavalleresco, alla Andrea Costa, ha assistito alle prime battaglie della Democrazia Cristiana di Romolo Murri contro le angustie della vecchia opposizione cattolica e dell'antica intransigenza clericale. (…)
[L'attualità politica]

Si tratta, oggi più che mai, di fondare un'autorità sociale e morale capace di contenere tutti i particolarismi, di domare tutte le resistenze dei feudalesimi organizzati, di annullare tutti i privilegi oligarchici, di realizzare una comunità di cittadini basata su una disciplina interiore, su un'adesione della coscienza. Il problema dell'unità è vivo oggi come ai tempi di Mazzini: contro tutti i ritorni municipalisti, contro tutte le tentazioni di un regionalismo dissennato e anacronistico, che vorrebbe rimettere in discussione quel nesso unitario, che fu la suprema difesa contro le eredità anarchiche e reazionarie della società italiana [e] che rappresentò la più alta conquista dello Stato liberale e del Risorgimento. (…)
Sulle colonne del Resto del Carlino del 15 aprile 1890, commemorando Aurelio Saffi, il degno continuatore della tradizione mazziniana, Carducci scriveva che il primo dovere della democrazia italiana era quello di affermare «un'autorità nazionale» che suonasse «riprovazione di un torbido comunismo derivante da un socialismo settario ed egoistico». A più di sessant'anni di distanza, la democrazia italiana si trova di fronte allo stesso imperativo: resistere alle insidie e alle minacce del comunismo, che ha rotto ormai ogni vincolo con la vecchia tradizione socialista, che è diventato esclusivo strumento di una politica di oppressione e di potenza. Ed oggi come ieri solo l'idea dello Stato nazionale, dello stato liberale, dello Stato moderno è in grado di neutralizzare l'offensiva totalitaria, che si appoggia a forze infinitamente più minacciose di allora, che non risparmia nessuno dei valori fondamentali della nostra civiltà.
Il "professore" ordina la creazione di un archivio delle foto e degli articoli, che il giornale non aveva ancora. Scrive i suoi pezzi sul Carlino firmandosi quasi sempre con degli pseudonimi: "Historicus", "Lector" e "Livio Visconti" sono i più usati.

Caratteristica del periodo spadoliniano è anche la cura della Terza pagina, che si riempie di firme illustri. Il giornale mette in mostra come collaboratori: Giuseppe Prezzolini, Manara Valgimigli, Ignazio Silone e il giovane Alberto Ronchey, fino a Guido De Ruggiero e Giovanni Papini. Sotto la guida di Spadolini muove i primi passi anche Luca Goldoni, che negli anni successivi diventerà una delle firme-simbolo del quotidiano.
- 1971: introduzione della stampa in offset
- 1980: il computer entra in tipografia, la stampa a piombo viene sostituita dalla fotocomposizione
- 1986: il computer entra in redazione
- 1993: la videoimpaginazione sostituisce la fotocomposizione
- 1999: i giornalisti compongono la pagina direttamente dal loro personal computer
- 2004: entra in produzione il sistema tutto automatizzato Hermes 10

Nel 1968 anche Spadolini lascia, chiamato a dirigere il prestigioso Corriere della Sera. La sua permanenza rimane una delle più longeve del dopoguerra. Con il "professore" parte per Milano anche il caporedattore Leopoldo Sofisti. Al loro posto arrivano Domenico Bartoli e il designer Giuseppe Trevisani, che ridisegna l'immagine grafica del giornale per adattarlo alla nuova tecnica di stampa in offset.
Anche agli inizi degli anni ottanta la grafica viene rinnovata. Il progetto è affidato a Sergio Ruffolo, già realizzatore nel 1976 del progetto grafico de la Repubblica. Ruffolo disegna uno schema di impaginazione in blocchi verticali, che compone secondo misure fisse titoli ed articoli in una gabbia definita. Cambia anche lo stile degli articoli che, collocati in questi spazi così precisi, si fa più semplice ed immediato. 
Nel 1982 il quotidiano bolognese è il nono quotidiano italiano con 252.401 copie di tiratura media (il settimo se si escludono i quotidiani sportivi). Alla fine dell'anno, il 18 dicembre, il Carlino esce con una nuova veste grafica; sono nuovi anche i caratteri (senza grazie) e la titolazione. La grafica rimarrà la stessa fino al 2019.
Negli anni novanta la famiglia Riffeser, erede di Monti, mette in sinergia il Carlino con altri due quotidiani: il fiorentino La Nazione e il milanese Il Giorno, costituendo la rete QN - Quotidiano Nazionale. Il Quotidiano Nazionale fornisce le notizie nazionali e internazionali uguali per tutti; ad esse ogni quotidiano locale aggiunge un dorso con le notizie che interessano il proprio bacino di riferimento.

## Evoluzione della testata
- 1885: fondazione del giornale. La testata è opera di Giacomo Lolli. Come è noto, l'idea viene dal fiorentino Il Resto al sigaro. Il titolo è «Il Resto del Carlino» con la I maiuscola;
- 1886: compare il sottotitolo Giornale di Bologna, un'impronta territoriale che rimarrà permanente;
- 1887: Amilcare Zamorani, nuovo proprietario e direttore, sceglie una testata in linea con la stampa d'informazione: niente disegni, solo il titolo del quotidiano. I caratteri della testata sono totalmente diversi da quelli tipici della stampa, a fungere da richiamo per i lettori che vanno all'edicola;
- 1888: il «Carlino» assorbe il concorrente «La Patria», che compare come sottotestata;
- 1898: altra mutazione storica: dal maiuscolo «Il» si passa al minuscolo «il». Ai lati della testata vengono inseriti dei pali telegrafici (simbolo della rapidità con la quale corrono le notizie);
- 1901: una fitta rete di fili collega i pali telegrafici, stile pentagramma. «La Patria», da sotto, viene riposizionata sopra la testata;
- 1903: cambia il disegno dei telegrafi; sparisce la rete di fili: ne rimangono due a contorno della testata. Cambia il carattere della testata: non è più necessario che «il Resto del Carlino» si distingua dagli altri giornali che si vendono in edicola. «La Patria» (sopra) e «Giornale di Bologna» risultano ingrandite;
- 1919: la conflagrazione mondiale è finita. Bisogna lasciarsi alle spalle cinque lunghi anni di guerra. Via dalla testata i pali telegrafici, via i fili, via la sopratestata «La Patria», via anche la sottotestata «Giornale di Bologna»;
- 1935: compare per la prima volta l'attuale tipo di carattere;
- 1945: dal 22 aprile al luglio 1945 il quotidiano bolognese assume il titolo provvisorio di «Corriere dell'Emilia»;
- 1946-53: per sette anni il quotidiano bolognese assume il titolo di «Giornale dell'Emilia»;
- 1953: il 4 novembre il quotidiano torna al suo storico titolo. È ripreso il tipo di carattere dell'anteguerra;
- 1982: cambia dopo diversi decenni il tipo di carattere dei testi degli articoli; per accompagnare questa rivoluzione viene eseguito un piccolo restyling della testata;
- 2010: debutta, a sinistra della testata, il logo «QN-Quotidiano nazionale» su sfondo rosso. La testata è scritta in blu.
- 2019: La scritta «QN-Quotidiano nazionale» passa sopra, in nero senza uno sfondo; la testata si prende tutto lo spazio in alto nella pagina.

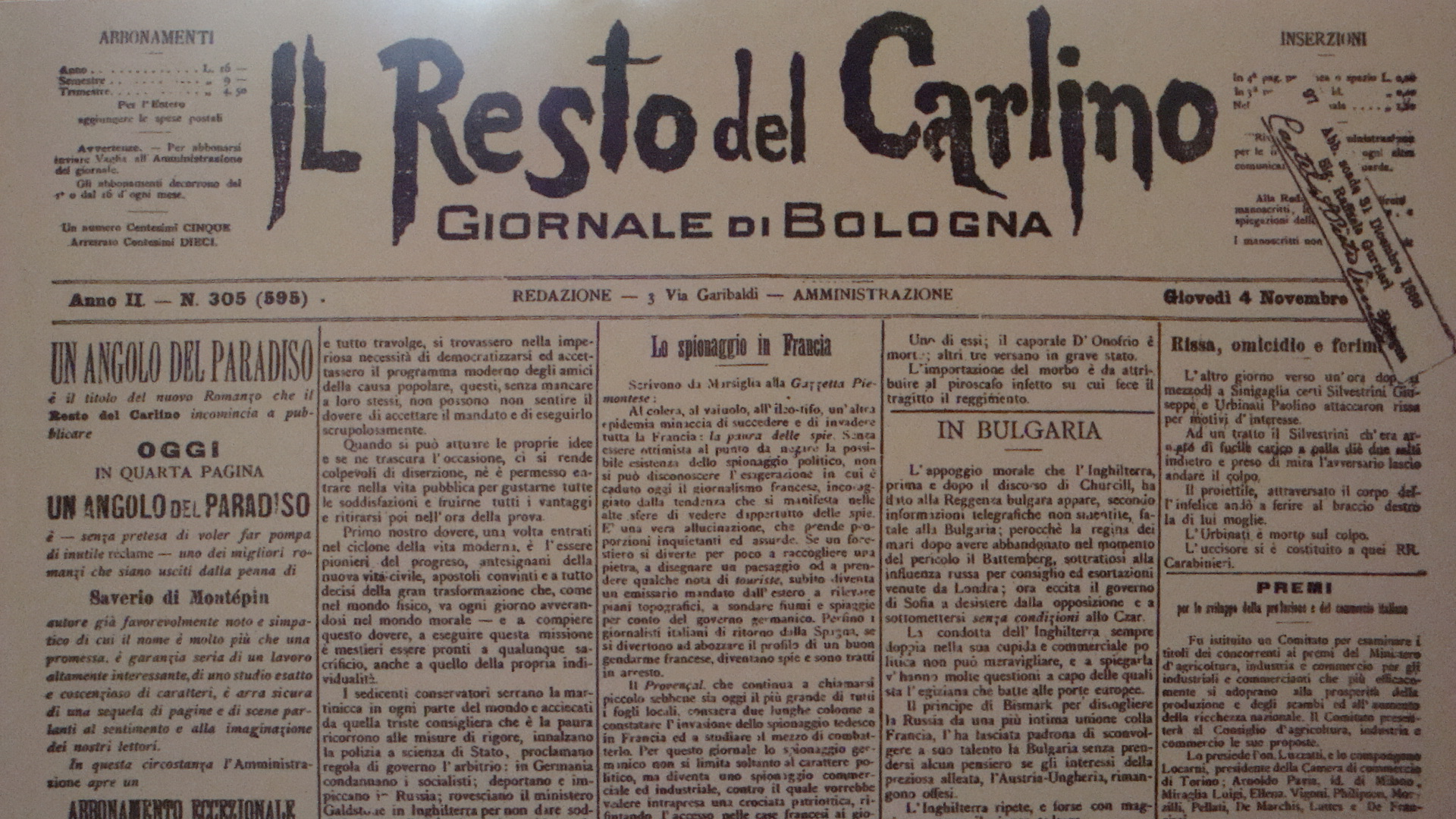
4 novembre 1886 (Anno II).
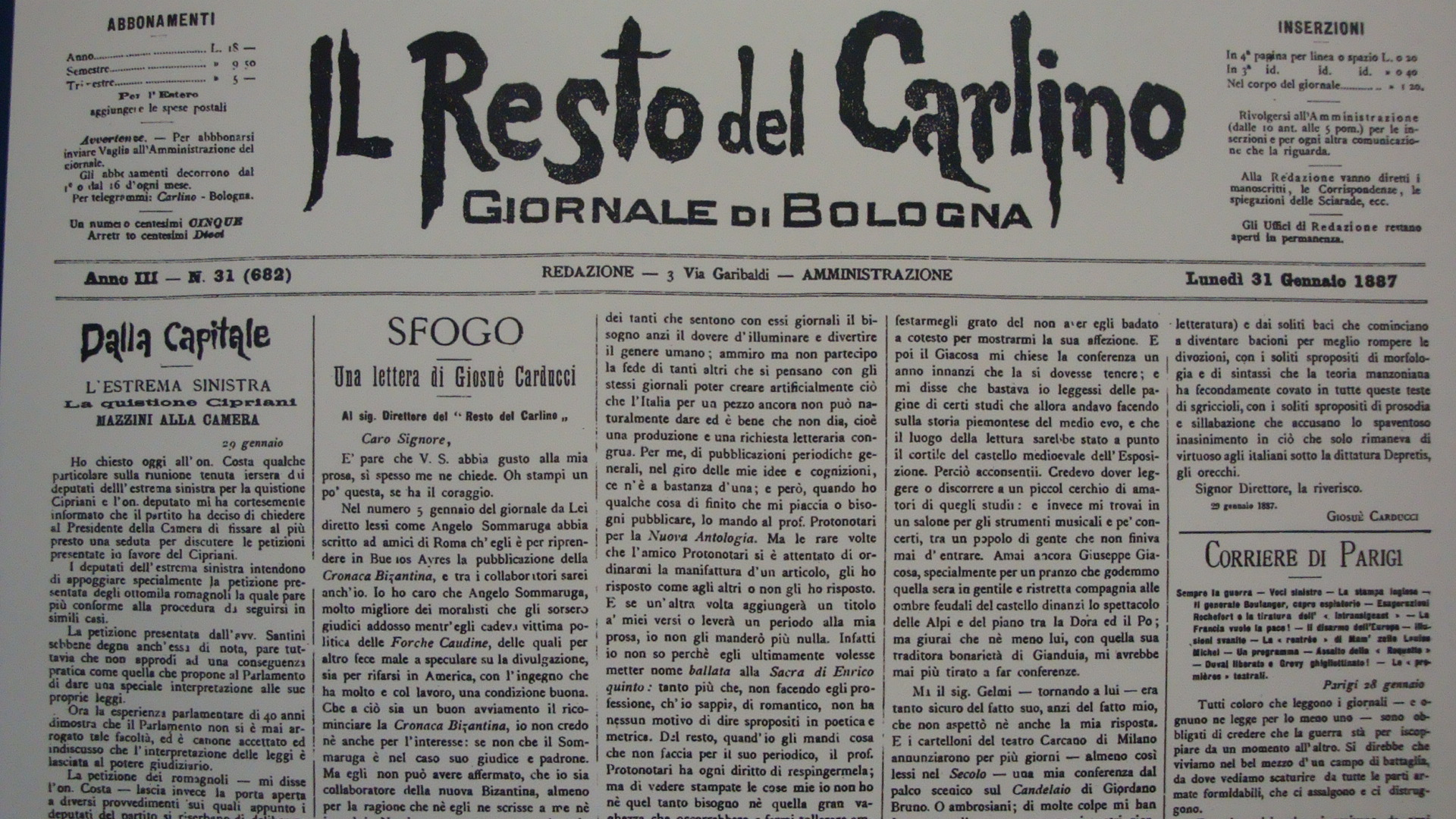
31 gennaio 1887 (Anno III).
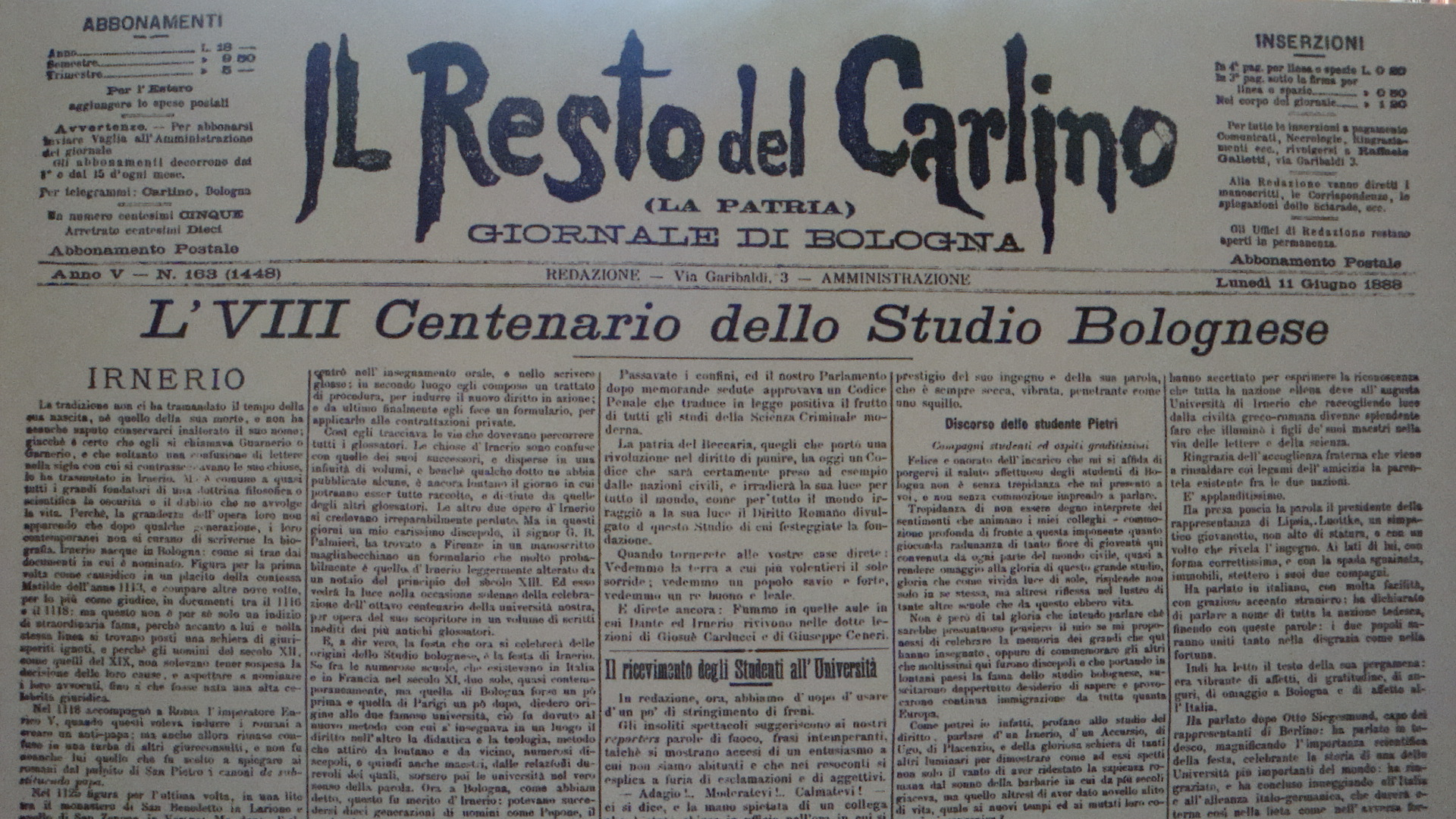
11 giugno 1888 (Anno V).
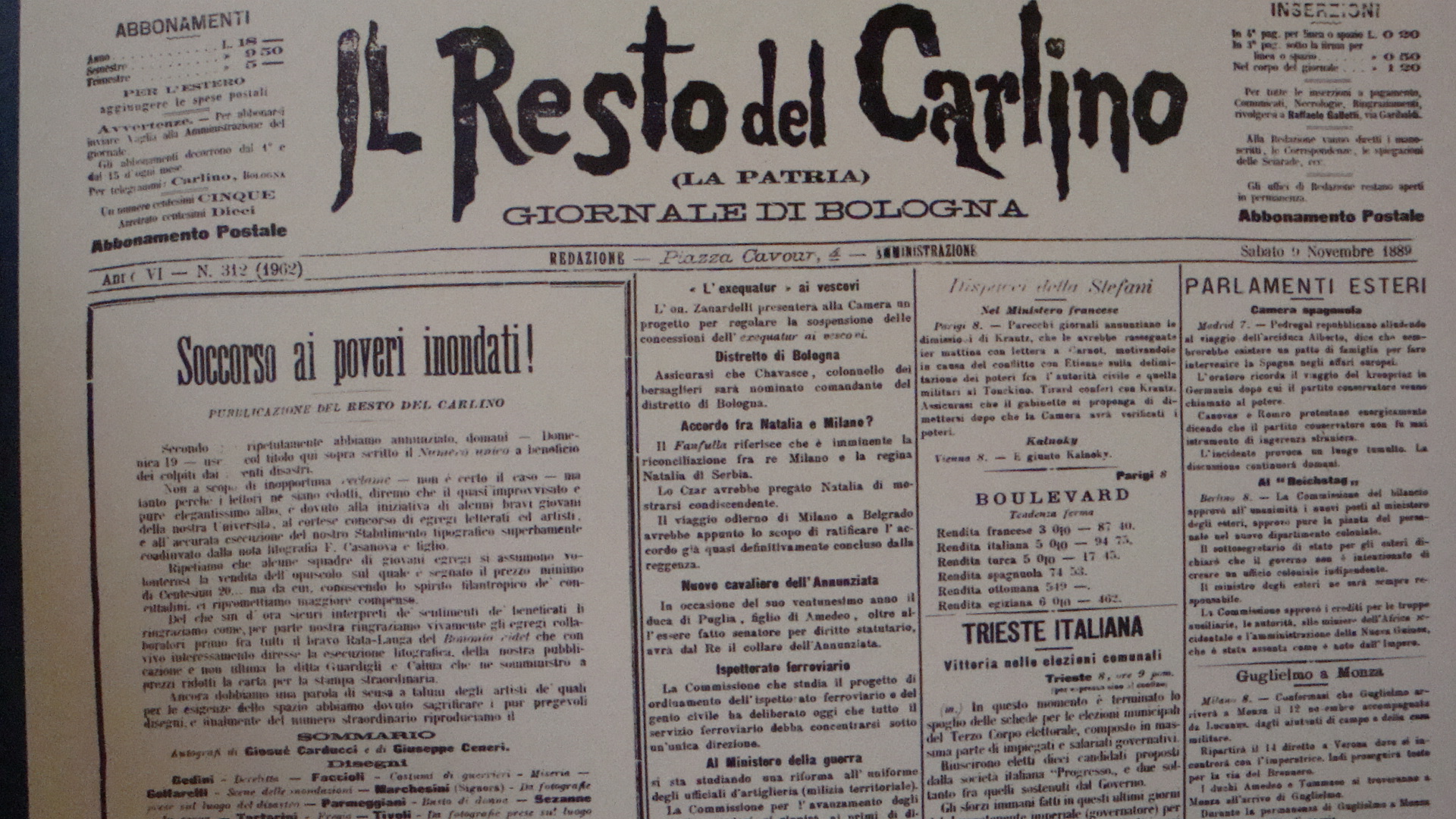
9 novembre 1889 (Anno VI).
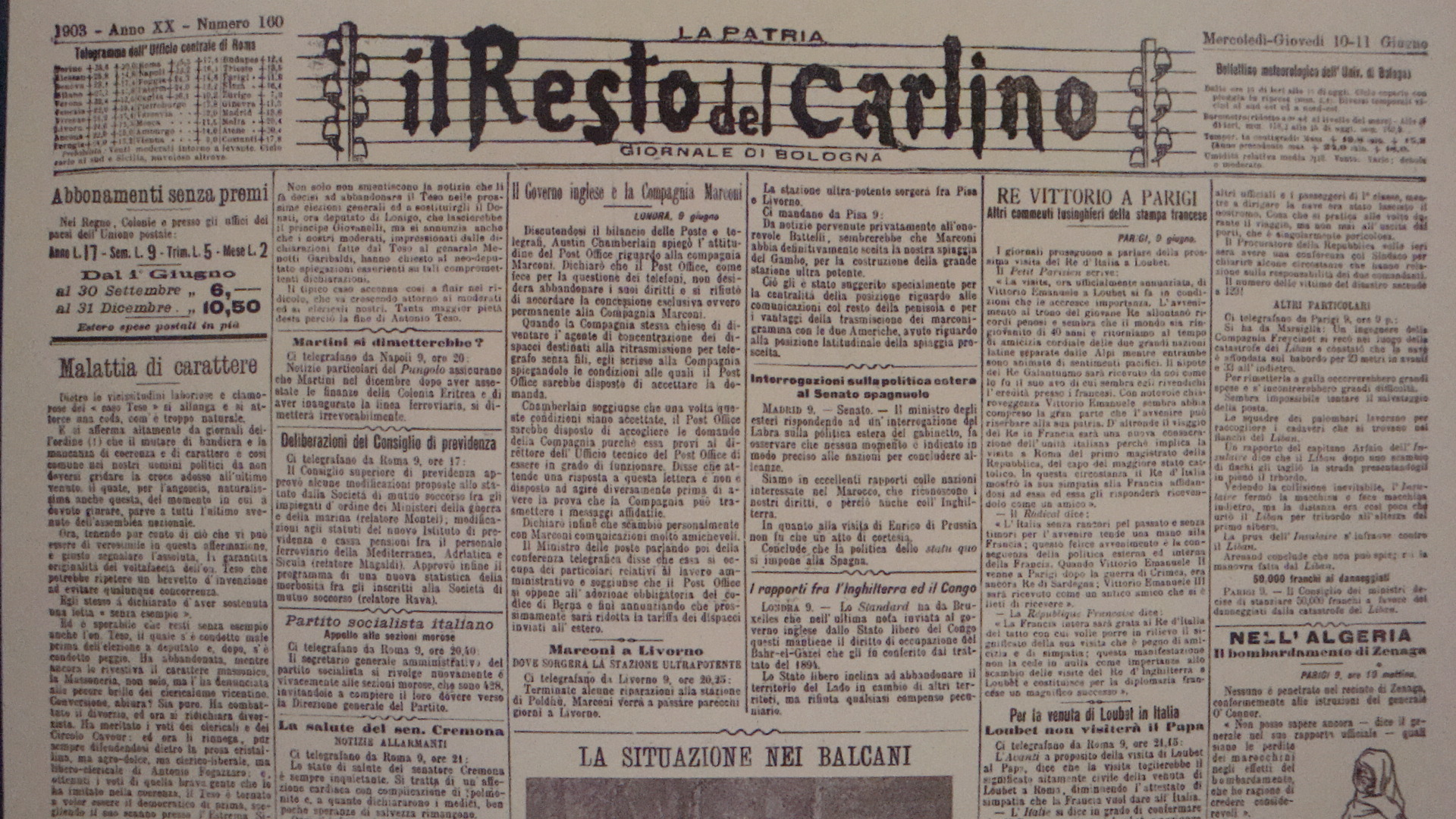
10 giugno 1903 (Anno XX).
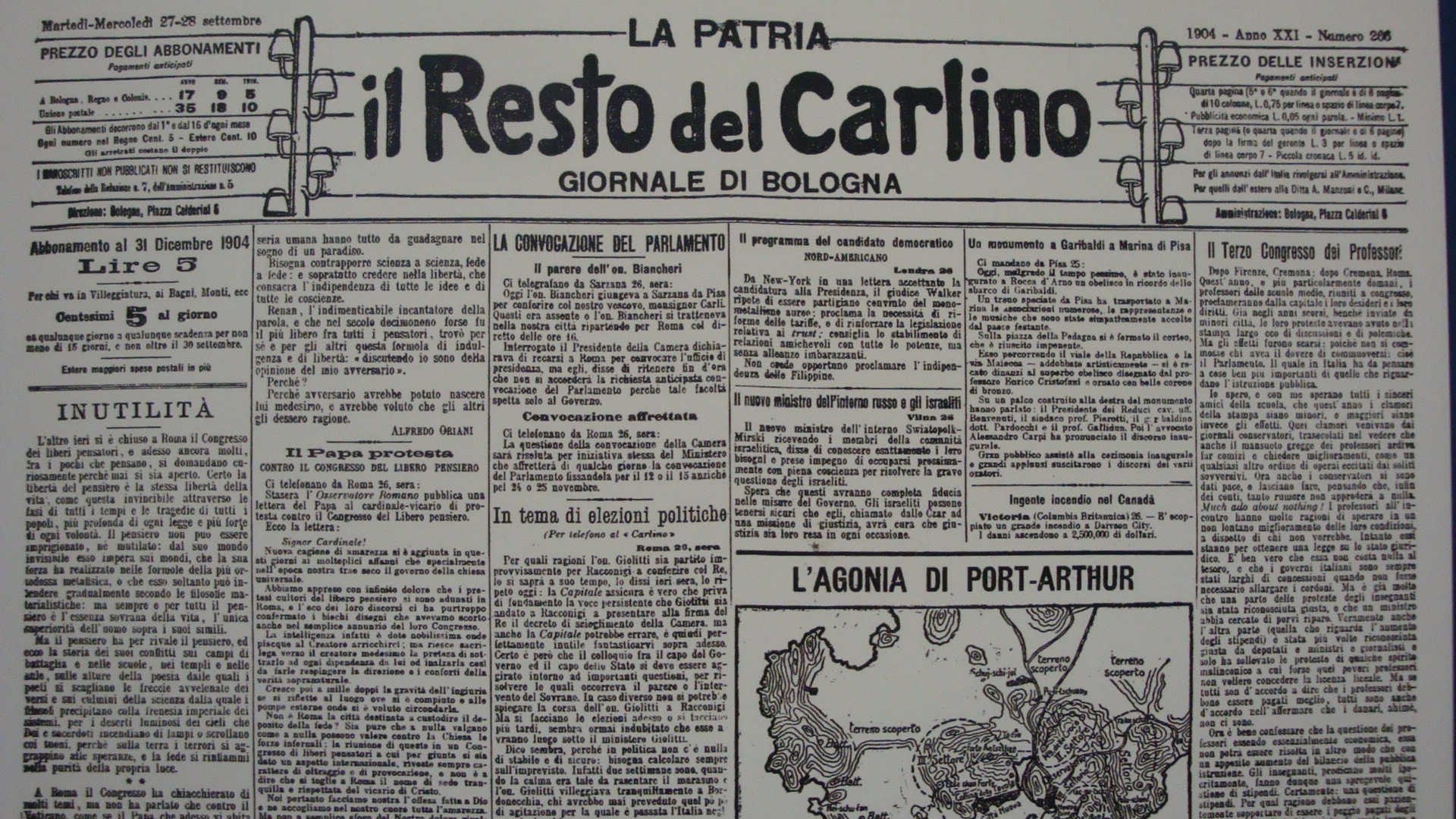
27 settembre 1904 (Anno XXI).
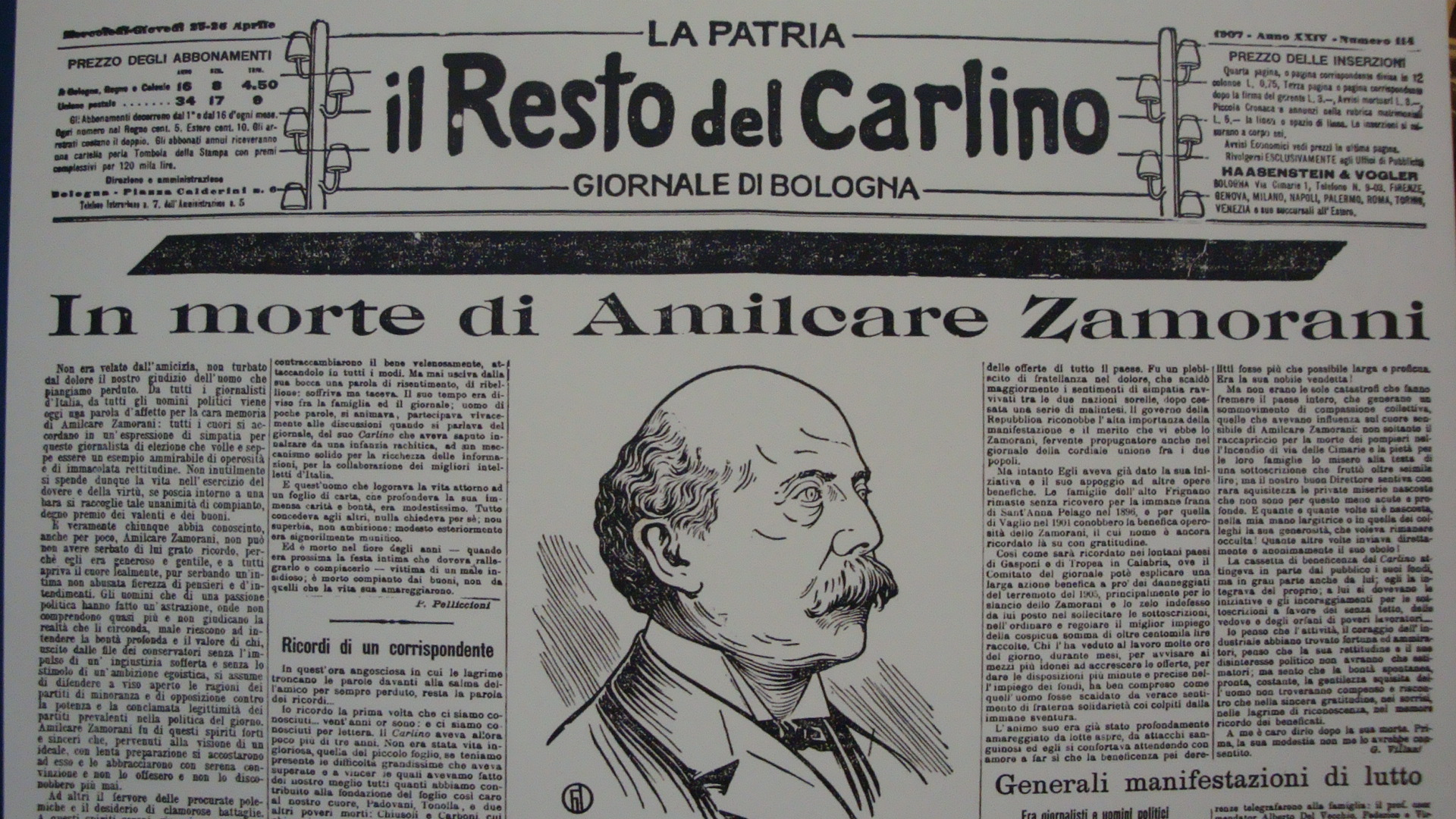
25-26 aprile 1907 (Anno XXIV).
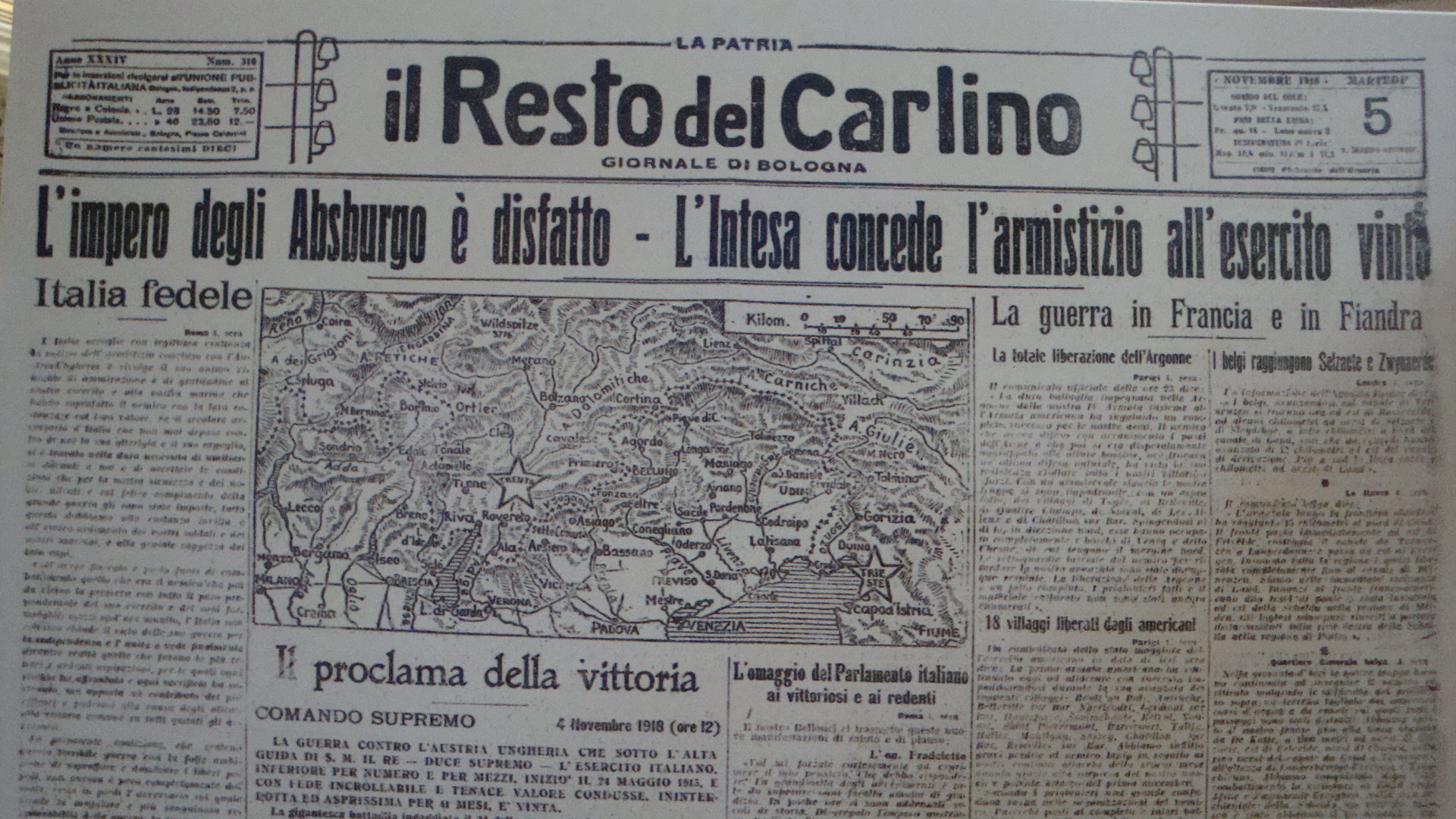
5 novembre 1918 (Anno XXXIV).

## Variazioni dell'assetto proprietario
- 1885: in marzo tre amici, Cesare Chiusoli, Giulio Padovani e Alberto Carboni, fondano il giornale versando 100 lire a testa. Nella società si aggiunge Francesco Tonolla, molto più ricco dei tre, cui viene affidato il ruolo di amministratore.
- Alla fine del primo anno entra nella società Amilcare Zamorani, che rileva la quota di Giulio Padovani. Il suo ingresso effettivo data dal 1º gennaio 1886. Zamorani rimarrà ai vertici della testata per dieci anni, fino al 1905.
- 1909: in luglio il pacchetto di maggioranza della società editrice del Carlino, lo «Stabilimento Tipografico Emiliano», passa a un gruppo finanziario capeggiato dai deputati moderati Giuseppe Tanari ed Enrico Pini e dal banchiere Achille Gherardi. L'anno seguente Giovanni Enrico Sturani, già segretario della Federazione Interprovinciale Agraria, assume la direzione del quotidiano.
- 1913: Filippo Naldi rileva la gestione finanziaria del quotidiano e alla fine dell'anno affianca il nuovo direttore, Lino Carrara. Naldi riceve l'appoggio di un gruppo di industriali dello zucchero genovesi, formato da Erasmo Piaggio (armatore con molti interessi nel settore saccarifero),[22] Emilio Bruzzone (direttore generale del colosso saccarifero «Ligure Lombarda»), Edilio Raggio (armatore e proprietario della Società Anonima Carbonifera Italiana, fornitrice ufficiale delle Ferrovie dello Stato e della Regia Marina). La cordata rileva il 50% del pacchetto azionario; il 40% resta al binomio Pini-Gherardi, mentre il restante 10% va al gruppo Massuccone.
- 1915: la nuova ragione sociale della società editrice è «Stabilimenti Tipografici Italiani Riuniti».
- 1921: dopo che, nel novembre 1920 il fascio di combattimento Arditi del popolo aveva compiuto un assalto al Municipio di Bologna, all'inizio dell'anno gli zuccherieri emiliani e genovesi proprietari del giornale sostituiscono l'amministratore (il banchiere Achille Gherardi) e il direttore (Mario Missiroli, successore di Carrara) per consegnare la direzione del giornale a Nello Quilici (uomo del gerarca Italo Balbo), con la supervisione politica di Ugo Lenzi.
- 1923: Filippo Naldi e Nello Quilici si trasferiscono a Roma. Naldi cede la proprietà della testata al gruppo finanziario che controlla già l'editrice del giornale.
- 1925: in febbraio la «Stabilimenti Poligrafici Riuniti» passa sotto il controllo del senatore Giovanni Agnelli della Fiat, il quale è costretto ad acquistare metà o poco più del pacchetto azionario.[23] Nel nuovo Consiglio entrano Edoardo Agnelli, Arnaldo Mussolini, il consigliere delegato Germano Mastellari e gli ex deputati liberali Luigi Rava e Pietro Sitta, entrambi passati al fascismo.
- 1927: la maggioranza delle azioni passa sotto il controllo diretto del segretario del PNF di Bologna, Leandro Arpinati, che mantiene il possesso delle proprie azioni nonostante la contrarietà dei vertici del partito.
- 1933: Arpinati, in ottobre, è costretto, su pressioni di Mussolini, a cedere il controllo del giornale. Il Carlino diventa proprietà del partito fascista; dal 31 luglio 1940 è proprietà personale di Dino Grandi, divenuto dopo la caduta di Arpinati la personalità più influente del fascismo bolognese.
- 1945: il 20 aprile il CLN sospende sia il giornale che la testata, per connivenza con la Repubblica Sociale. In sostituzione del Carlino, il Psychological Warfare Branch anglo-americano crea il «Corriere dell'Emilia» (2 maggio). Dopo la fine dell'amministrazione controllata (17 luglio 1945), il PWB affida la gestione del giornale ai redattori, riuniti in cooperativa, i quali rinominano la testata «Giornale dell'Emilia».[24] A fine anno la cooperativa cede il giornale alla Sicap di Oscar Maestro, la società che gestisce la pubblicità.
- 1946: la gestione è in perdita; il quotidiano è sull'orlo del fallimento. In marzo viene salvato da una cordata di agrari e industriali bolognesi. Si ritorna all'assetto proprietario d'anteguerra. Nel gruppo azionario spicca il colosso saccarifero Eridania Zuccheri, che assume il controllo della nuova società editrice, la «S.A. Poligrafici Il Resto del Carlino».
- 1953: dopo un lungo contenzioso giudiziario, la proprietà rileva la testata «Resto del Carlino», assieme a quella dell'edizione del pomeriggio, «Carlino Sera».
- 1966: Attilio Monti acquisisce il controllo dell'Eridania Zuccheri.
- 1976: la «S.A. Poligrafici Il Resto del Carlino» passa ad Andrea Riffeser, nipote di Monti (è figlio di Maria Luisa Monti, figlia unica di Attilio). L'anno dopo la «S.A. Poligrafici Il Resto del Carlino» modifica la propria denominazione in Poligrafici Editoriale. La società è controllata dal Gruppo Monti-Riffeser.
- 1986: la Poligrafici Editoriale si quota in Borsa.
- 1996: il Gruppo Monti-Riffeser assume la denominazione attuale: «Monrif».

## Direttori
- Alberto Carboni, 20 marzo 1885 - 26 dicembre 1885
- Amilcare Zamorani, 27 dicembre 1885 - 14 dicembre 1905
- Pio Schinetti, 15 dicembre 1905 - 23 dicembre 1907
- Guido Sestini, 24 dicembre 1907 - 20 agosto 1909
- Umberto Silvagni, 21 agosto 1909 - 13 aprile 1910

Scelti dal gruppo finanziario che rileva il quotidiano nel 1909
- Giovanni Enrico Sturani, 28 novembre 1910 - 2 luglio 1912
- Lino Carrara, 3 luglio 1912 - 4 settembre 1913
- Ettore Marroni (Bergeret), 5 settembre 1913 - 23 dicembre 1913

Scelti dai nuovi proprietari (industriali dello zucchero)
- Lino Carrara e Filippo Naldi, 24 dicembre 1913 - 27 aprile 1919
- Mario Missiroli, 6 maggio 1919 - 5 aprile 1921
- Nello Quilici (1890-1940), 20 dicembre 1921 - 4 agosto 1923

Graditi al regime fascista
- Tomaso Monicelli, 5 agosto 1923 - 20 febbraio 1925
- Widar Cesarini Sforza, 9 aprile 1925 - 25 maggio 1928
- Giorgio Pini, 26 maggio 1928 - 4 marzo 1930
- Achille Malavasi, 4 aprile 1930 - 24 dicembre 1933
- Giorgio M. Sangiorgi, 3 gennaio 1934 - 15 novembre 1937
- Armando Mazza, 16 novembre 1937 - 7 novembre 1940
- Giovanni Telesio, 8 novembre 1940 - 27 luglio 1943

Dopo la caduta del fascismo: nomina approvata dal Minculpop defascistizzato
- Alberto Giovannini, 28 luglio 1943 - 9 settembre 1943

Graditi al regime della R.S.I.
- Giorgio Pini, 16 settembre 1943 - 20 aprile 1945

Sospensione per decreto del CLN: 21 aprile - 4 maggio 1945. Le pubblicazioni riprendono con la testata Corriere dell'Emilia.
Nominato dal CLN
- Gino Tibalducci, 18 maggio 1945 - 16 marzo 1946[25]

Dopo il ritorno degli industriali dello zucchero
- Tullio Giordana, 17 marzo 1946 - 1º agosto 1947
  - Giannino Zanelli, ad interim, 2 agosto - 11 ottobre 1947
- Luigi Emery, 12 ottobre 1947 - 3 dicembre 1949
- Giuseppe Longo, 4 dicembre 1949 - 28 febbraio 1953
- Vittorio Zincone, 1º marzo 1953 - 19 febbraio 1955[26]
- Giovanni Spadolini, 20 febbraio 1955 - 10 febbraio 1968

Scelti dal gruppo Monti (oggi Monrif)
- Domenico Bartoli, 11 febbraio 1968 - 20 giugno 1970
- Enzo Biagi, 21 giugno 1970 - 30 giugno 1971
- Girolamo Modesti, 1º luglio 1971 - 22 marzo 1975
- Alfredo Pieroni, 23 marzo 1975 - 7 marzo 1977
- Franco Di Bella, 8 marzo - 25 ottobre 1977
- Tino Neirotti, 20 novembre 1977 - 3 marzo 1985
- Franco Cangini, 4 marzo 1985 - 12 marzo 1987
- Marco Leonelli, 13 aprile 1987 - 26 marzo 1995
- Giuseppe Castagnoli, 27 marzo 1995 - 31 maggio 1998
- Gabriele Canè, 1º giugno 1998 - 18 dicembre 1999
- Marco Leonelli, 2ª volta, 19 dicembre 1999 - 25 febbraio 2002
- Giancarlo Mazzuca, 26 febbraio 2002 - 16 marzo 2008
- Pierluigi Visci, 17 marzo 2008 - 18 dicembre 2011
- Giovanni Morandi, 19 dicembre 2011 - 25 ottobre 2014
- Andrea Cangini, 26 ottobre 2014 - 28 gennaio 2018
- Paolo Giacomin, 29 gennaio 2018 - 10 novembre 2019
- Michele Brambilla, 11 novembre 2019[27] - 30 giugno 2022
- Agnese Pini, 1º luglio 2022 - in carica

## Firme illustri
In ordine cronologico:
- Giosuè Carducci (dal 28 luglio 1886)
- Aurelio Saffi (dal 1889)
- Antonio Cervi (dal 1889 al 1923)
- Alfredo Oriani (dal 1895)
- Giovanni Pascoli (dal 1896)
- Quirico Filopanti
- Floriano Del Secolo
- Georges Sorel
- Alfredo Panzini (1908-1928)
- Gino Piva (1914-1929)
- Giovanni Merloni
- Olindo Guerrini
- Ugo Ojetti
- Sem Benelli
- Alfredo Testoni
- Trilussa
- Romolo Murri (dal 1919)
- Carlo Pariset (dal 1920)
- Benedetto Croce (57 articoli, dal 17 novembre 1910 al 30 agosto 1951)
- Gian Pietro Lucini
- Enrico Cardile
- Luigi Einaudi
- Aldo Valori
- Paolo Treves
- Guido De Ruggiero
- Corrado Alvaro
- Giovanni Comisso
- Goffredo Parise
- Giuseppe Prezzolini (dal 1956)
- Alberto Ronchey
- Giuseppe Berto
- Alessandro Cervellati
- Enzo Tortora
- Nicola Matteucci
- Aldo Ferrari
- Gian Franco Venè
- Sergio Romano (con lo pseudonimo Carlo Maurizi)
- Francesco Fuschini (dal 1954 al 1996)
- Ettore Nadiani (caricaturista)
- Pier Vittorio Tondelli
- Maria Rita Parsi
- Roberto Pazzi
- Alessandra Borghese
- Bruno Vespa
- Sergio Zavoli
- Massimo Fini (fino al 2009)
- Franco Cardini
- Luca Goldoni

## Le redazioni
- Cronaca di Bologna: dalla fondazione
- Cronaca di Modena: dal 1926
- Cronaca di Ferrara: dal 1926
- Cronaca di Rovigo: dal 1939 al 2022[28]
- Cronaca di Reggio Emilia: dal 1942
- Cronaca di Pesaro: dal 1949
- Cronaca di Ancona: dal 1949
- Cronaca di Ravenna: dal 1950
- Cronaca di Forlì: dal 1950
- Cronaca di Ascoli Piceno: dal 1955
- Cronaca di Rimini: dal 1957 (staccata da Forlì)
- Cronaca di Padova: dal 1957 al 1983
- Cronaca di Macerata: dal 1961
- Cronaca di Cesena: dal 1972 (staccata da Forlì)
- Cronaca di Imola: dal 1983 (staccata da Bologna)
- Cronaca di Fermo: dal 2004 (staccata da Ascoli)
- Cronaca di Faenza e Lugo: dal 2004 al 2009 (staccate da Ravenna e poi riunificate)
- Cronaca di Verona: dal 2022

## Diffusione
La diffusione di un quotidiano si ottiene, secondo i criteri di Accertamenti Diffusione Stampa (ADS), dalla somma di: Totale Pagata + Totale Gratuita + Diffusione estero + Vendite in blocco.

Dal 2021 ADS ha abbandonato la distinzione tra copia cartacea e copia digitale, che è stata sostituita dalla distinzione tra «vendite individuali» (copie pagate dall’acquirente) e «vendite multiple» (copie pagate da terzi).
| Anno | Diffusione |
| ---- | ---------- |
| 2023 | 60 649     |
| 2022 | 67 155     |
| 2021 | 73 874     |

| Anno | Totale diffusione (cartacea + digitale) | Diffusione cartacea | Tiratura |
| ---- | --------------------------------------- | ------------------- | -------- |
| 2020 | 78 508                                  | 76 174              | 107 820  |
| 2019 | 88 127                                  | 86 040              | 118 085  |
| 2018 | 94 165                                  | 92 156              | 125 417  |
| 2017 | 100 567                                 | 98 813              | 133 113  |
| 2016 | 106 486                                 | 104 900             | 139 395  |
| 2015 | 113 384                                 | 112 089             | 146 566  |
| 2014 | 120 960                                 | 118 564             | 156 667  |
| 2013 | 127 750                                 | 126 612             | 166 710  |

| Anno | Diffusione |
| ---- | ---------- |
| 2012 | 135 249    |
| 2011 | 141 537    |
| 2010 | 146 751    |
| 2009 | 154 354    |
| 2008 | 165 207    |
| 2007 | 167 873    |
| 2006 | 169 717    |
| 2005 | 169 821    |
| 2004 | 176 277    |
| 2003 | 179 087    |
| 2002 | 179 842    |
| 2001 | 183 162    |
| 2000 | 188 026    |
| 1999 | 188 669    |
| 1998 | 195 100    |
| 1997 | 200 779    |
| 1996 | 207 597    |
| 1995 | 213 399    |
| 1994 | 223 000    |
| 1992 | 232 000    |
| 1989 | 240 000    |
| 1984 | 245 000    |

Dati Ads - Accertamenti Diffusione Stampa